# یلوه سرخ
یلوه سرخ (نام علمی: Aphanapteryx bonasia) نام یک گونه منقرض‌شده از تیره یلوگان است.